# آن هنرييت البافارية
آن من بالاتينات (بالفرنسية: Anne de Bavière)‏ (13 مارس 1648 - 23 فبراير 1723)، تعرف في فرنسا باسم آن البافارية أميرة بالاتينات؛ كانت تعرف آن  بـ أميرة باالاتينات وكونتيسة بالاتينات-سيميرن قبل الزواج، وتزوجت لاحقاً هنري جول دي بوربون نجل لويس كوندي الأكبر، بعد وفاة حماها أصبح زوجها أمير كوندي، رغم أنه لقب شرفي بحت، إلا أنه يعد واحدًا من أعلى المراتب في فرنسا، كانت أيضًا أميرة أرش وشارفيل منذ عام 1708.

## حياتها
ولدت آن في باريس، فهي ثاني مولود من بين ثلاث بنات للأمير بالاتينات إدوارد وآنا غونزاغا، المقدمة السياسية الباريسية المعروفة، بالإضافة لكونها شقيقة ملكة بولندا، في حين والدها يعتبر حفيد جيمس الأول ملك إنجلترا، وبالتالي هو خال جورج الأول ملك بريطانيا العظمى، كذلك تعتبر آن ابنة عمة الإمبراطورة إليونورا غونزاغا وخالة الإمبراطورة فيلهيلمينه من براونشفايغ-لونيبورغ.
خُطبت أثناء بلوغها السن الخامسة عشرة من هنري جول، دوق انغيان، وهو الابن الأكبر والوحيد والقائد العسكري الشهير كوندي الأكبر الذي كان أمير أمراء الدم في البلاط الفرنسي، كان هنري جول وريثه وخليفته ولذلك فقد عُرف بـ دوق إانغيان وناداه الجميع بـ«السيد الدوق». أقيم حفل الزواج في قصر اللوفر في 11 ديسمبر 1663 بحضور ملك فرنسا لويس الرابع عشر وبقية العائلة المالكة، أصبحت تسمية آن بعد حفل الزواج بـ مدام الدوقة، بالإضافة لأنها أصبحت دوقة إنغيان، وعند وفاة حماها في عام 1686، أصبحت تُعرف بـ مدام الأميرة.
أنجبت آن لهنري جول عشرة أطفال، ومع ذلك كان هنري جول يعانى من لاكتريا سريرية إلا أنها دعمته كثيراً، وُصفت آن بأنها متدينة جدًا وتقية ورحيمة وتقوم بالكثير من الأعمال الخيرية، وقد أثنى الكثير من أفراد القصر على أسلوبها الداعم للغاية تجاه زوجها، وعلى الرغم من ذلك، فقد كان زوجها عصبيًا جدًا، وغالبًا ما كان يضرب زوجته الهادئة والصامتة حتى أثناء وجود أفراد الحاشية الآخرين. نجا خمسة أطفال فقط من بين أطفالها الكثيرين، وتزوج أربعة منهم.
لعبت والدتها دورًا أساسيًا في المساعدة على تحقيق الزواج بين ابنة أخيها عن طريق الزواج (ابنة شقيق زوجها) إليزابيث شارلوت من بالاتينات وشقيق لويس الرابع عشر، فيليب الأول، دوق أورليان في عام 1671. كانت إليزابيث شارلوت ابنة عم آن الأولى، بحيث كان آباؤهما إخوة، عندما توفي ابن خالها كارلو الرابع دوق مانتوفا في عام 1708 أصبحت آن هنرييت أميرة أرش وشارفيل.
زوجها توفي في العام التالي وأصبح ابنها لويس هنري دوق بوربون، حامل اللّقب التالي، وأصبحت تمتلك آن ملكية قصر رينسي أيضًا الذي سوف يتم بيعه إلى أسرة أورليان في عام 1769. توفيت آن في باريس عن عمر يناهز 74 عامًا بعد أن مات زوجها وجميع أبنائها باستثناء طفلين، وهما أميرة كونتي ودوقة ماين، عند وفاتها حمل ابنها أمير كوندي وابن أختها لقب أمير أرش من بعدها. دُفنت في الكرمل دو فوبورج سان جاك في باريس.

## الإرث
كانت آن الأميرة التي سُمي على اسمها شارع بالاتين - الطريق الموجود في الدائرة السادسة بباريس حيث عاشت في بيتي لوكسمبورغ، بجانب قصر لوكسمبورغ.

## الذرية
أنجبت آن هنرييت لزوجها لويس جول عشرة أبناء:-
1. ماري تيريز دي بوربون (1 فبراير 1666 - 22 فبراير 1732)؛ تزوجت من فرانسوا لويس أمير كونتي "حامل لقب ملك بولندا"، لهم ذرية.
2. هنري (5 نوفمبر 1667 - 5 يوليو 1670)؛ دوق بوربون.
3. لويس الثالث أمير كوندي (10 نوفمبر 1668 - 4 مارس 1710)؛ خليفة والده، تزوج من لويز فرانسواز دي بوربون "ابنة لويس الرابع عشر الغير شرعية"، لهم ذرية.
4. آن (11 نوفمبر 1670 - 27 مايو 1675)؛ توفيت وهي صغيرة.
5. هنري (3 يوليو 1672 - 6 يونيو 1675)؛ كونت كليرمون، ولد في سن جرمن آن له وتوفي في باريس.
6. لويس هنري (9 نوفمبر 1673 - 21 فبراير 1677)، كونت لامارش.
7. آن ماري (11 أغسطس 1675 - 23 أكتوبر 1700)؛ مدموزيل إنغيان.
8. لويز بينديته (8 نوفمبر 1676 - 23 يناير 1756)؛ تزوجت من لويس أوغست، دوق ماين "ابن لويس الرابع عشر الغير شرعي"، لهم ذرية.
9. ماري آن (24 فبراير 1678 - 11 أبريل 1718)؛ تزوجت من لويس جوزيف دوق فوندوم "حفيد هنري الرابع ملك فرنسا من الجيل الثالث"، ليس لهم ذرية.
10. آن (17 يوليو 1679 - 17 سبتمبر 1680)؛ مدموزيل كليرمون؟

## الألقاب التي تحصلت عليها
- 13 مارس 1648 - 11 ديسمبر 1663 صاحبة السمو الأميرة آن من بالاتينات.
- 11 ديسمبر 1663 - 11 نوفمبر 1686 صاحبة السمو ودوقة انغيان، مدام الدوقة.[3]
- 11 نوفمبر 1686 - 1 أبريل 1709 صاحبة السمو الأميرة كوندي، مدام الأميرة.
- 1 أبريل 1709 - 23 فبراير 1723 صاحبة السمو الملكي الأميرة كوندي الأرملة، مدام الأميرة الأرملة.